# Campeonato Mundial de Piragüismo en Eslalon de 1969
El XI Campeonato Mundial de Piragüismo en Eslalon se celebró en Bourg-Saint-Maurice (Francia) entre el 31 de julio y el 1 de agosto de 1969 bajo la organización de la Federación Internacional de Piragüismo (ICF) y la Federación Francesa de Piragüismo.
Las competiciones se realizaron en el canal de piragüismo en eslalon acondicionado en el río Isère, al sur de la ciudad francesa.

## Medallistas

### Masculino
| Evento         | Oro | Plata | Bronce |
| -------------- | --- | --- | --- |
| K1 individual  | Claude Peschier Francia 272,92 pts.                                                                                      | Werner Zimmermann · Suiza · 384,17 pts.                                                                          | Werner Rosener RFA 285,14 pts.                                                                                                 |
| C1 individual  | Wolfgang Peters RFA 364,32                                                                                               | Reinhold Kauder RFA 386,90                                                                                       | Zbyněk Puleč Checoslovaquia 390,61                                                                                             |
| C2 individual  | Jean-Claude Olry Jean-Louis Olry Francia 363,53                                                                          | Zdeněk Měšťan Ladislav Měšťan Checoslovaquia 380,73                                                              | Zdeněk Valenta Miroslav Stach Checoslovaquia 383,72                                                                            |
| K1 por equipos | Patrick Maccari Claude Peschier Alain Colombe Francia 341,02                                                             | Kenneth Langford Raymond Calverley John MacLeod Reino Unido 420,82                                               | Ulrich Peters Jürgen Gerlach Werner Rosener RFA 466,26                                                                         |
| C1 por equipos | Wolfgang Peters Harald Cuypers Reinhold Kauder RFA 609,71                                                                | František Kadaňka Zbyněk Puleč Petr Sodomka Checoslovaquia 722,32                                                | Claude Baux Michel Trenchant François Bonnet Francia 793,31                                                                    |
| C2 por equipos | RFA Hermann Roock / Norbert Schmidt Manfred Heß / Wolfgang Wenzel Karl-Heinz Scheffer / Heinz-Jürgen Steinschulte 604,38 | Checoslovaquia Zdeněk Valenta / Miroslav Stach Jiří Dejl / Zdeněk Sklenář Zdeněk Měšťan / Ladislav Měšťan 711,53 | Francia Jean-Claude Olry / Jean-Louis Olry Alain Duvivier / Dominique Duvivier Louis Devilleneuve / Pierre Devilleneuve 755,69 |

### Femenino
| Evento         | Oro                                                    | Plata                                                                  | Bronce                                    |   |
| -------------- | ------------------------------------------------------ | ---------------------------------------------------------------------- | ----------------------------------------- | - |
| K1 individual  | Ludmila Polesná Checoslovaquia 314,18 pts.             | Ulrike Deppe RFA 365,20 pts.                                           | Jana Zvěřinová Checoslovaquia 369,45 pts. |   |
| K1 por equipos | Bärbel Körner Ulrike Deppe Brigitte Schwack RFA 691,44 | Bohumila Kapplová Jana Zvěřinová Ludmila Polesná Checoslovaquia 875,86 | —                                         | — |

### Mixto
| Evento         | Oro | Plata | Bronce |
| -------------- | --- | --- | --- |
| C2 individual  | Jitka Traplová Milan Svoboda Checoslovaquia 342,56 pts.                                                        | Gabrielle Lutz Claude Lutz Francia 360,57 pts.                                                                          | Hana Křížková Jiří Koudela Checoslovaquia 360,70 pts.                                                            |
| C2 por equipos | Checoslovaquia Hana Křížková / Jiří Koudela Jitka Traplová / Milan Svoboda Alena Prouzová / Petr Horyna 563,21 | Francia Gabrielle Lutz / Claude Lutz Françoise Labarelle / Ernest Labarelle Marie-France Curtil / Daniel Curtil 1133,12 | Estados Unidos Nancy Southworth / Tom Southworth Gay Fawcett / Mark Fawcett Louise Wright / Paul Liebman 1345,20 |

## Medallero
| Núm. | País           | Oro | Plata | Bronce | Total |
| ---- | -------------- | --- | ----- | ------ | ----- |
| 1    | RFA            | 4   | 2     | 2      | 8     |
| 2    | Checoslovaquia | 3   | 4     | 4      | 11    |
| 3    | Francia        | 3   | 2     | 2      | 7     |
| 4    | Reino Unido    | 0   | 1     | 0      | 1     |
| 4    | Suiza          | 0   | 1     | 0      | 1     |
| 6    | Estados Unidos | 0   | 0     | 1      | 1     |
|      | TOTAL          | 10  | 10    | 9      | 29    |